# Diocesi di Elie
La diocesi di Elie (in latino Dioecesis Aeliensis) è una sede soppressa e sede titolare della Chiesa cattolica.

## Storia
Elie, identificabile con Henchir-Mraba o Henchir-Merelma nell'odierna Tunisia, è un'antica sede episcopale della provincia romana di Bizacena.
Sono tre i vescovi documentati di Elie. Il cattolico Fascinullo intervenne alla conferenza di Cartagine del 411, che vide riuniti assieme i vescovi cattolici e donatisti dell'Africa romana; in quell'occasione la sede non aveva vescovi donatisti. Il nome di Donaziano figura al 101º posto nella lista dei vescovi della Bizacena convocati a Cartagine dal re vandalo Unerico nel 484; Donaziano, come tutti gli altri vescovi cattolici africani, fu condannato all'esilio. Costantino prese parte al concilio antimonotelita del 641.
Dal 1933 Elie è annoverata tra le sedi vescovili titolari della Chiesa cattolica; dal 13 aprile 2019 il vescovo titolare è Ricardo Augusto Rodríguez Álvarez, vescovo ausiliare di Lima e amministratore apostolico di Caravelí.

## Cronotassi

### Vescovi
- Fascinullo † (menzionato nel 411)
- Donaziano † (menzionato nel 484)
- Costantino † (menzionato nel 641)

### Vescovi titolari
- David Mathew † (3 dicembre 1938 - 20 febbraio 1946 nominato arcivescovo titolare di Apamea di Bitinia)
- José Hascher, C.S.Sp. † (22 marzo 1947 - 8 maggio 1973 deceduto)
- Giuseppe Laigueglia † (3 agosto 1973 - 6 giugno 2001 deceduto)
- Walter James Edyvean † (29 giugno 2001 - 2 febbraio 2019 deceduto)
- Ricardo Augusto Rodríguez Álvarez, dal 13 aprile 2019